# Koptik Odó
Koptik Odó (Klattau, 1692. október 18. – Göttweig, 1755. október 24.) bencés szerzetes, egyetemi tanár, dömölki apát, a magyar barokk katolikus lelkiség egyik jellegzetes képviselője.

## Élete
Koptik Iván 1692-ben született a csehországi Klattauban, egy jómódú polgári családból. Elemi és középiskoláit szülővárosában végezte, majd 1713-ban az salzburgi egyetem hallgatója lett, melynek elvégzése után az ausztriai Sankt Lambrecht monostorában belépett a bencés rendbe, ahol az Odó nevet kapta.
1717-ben Grazban szentelték pappá, majd tanulmányait folytatva jogi és bölcseleti doktorátust szerzett. Ezután lelkipásztori szolgálatba lépett, és Máriacellbe került, ahol elkészítette ötkötetes Regio Mariana című munkáját. 1733-ban a salzburgi egyetem tanára lett, ahol egy évig bölcseletet, majd hat éven át teológia tanára, és egy nemesi konviktust is alapított. Rendi elöljárói megbízásából 1736-ban külföldi gyűjtésbe kezdett egy bencés missziós rendház alapítása érdekében. Így jutott el Magyarországra és találkozott Sajghó Benedek pannonhalmi főapáttal, akitől anyagi támogatást és apáti címet kért.

## Magyarországi tevékenysége
Koptik 1739-ben a sanktlambrechti apát jóváhagyásával a pannonhalmi bencések közé lépett, és ismét Győrbe utazott, ahol a győri püspök dömölki apáttá benedikálta. Innen a Vas vármegye keleti szélén fekvő apáti székhelyére utazott, ahol szerény körülmények között élő három szerzetest talált. Az egyik első dolga volt, hogy a Stájerországból magával hozott máriacelli kegyszobor másolatának kápolnát építsen. Átmenetileg a Ság-hegyen állította fel a szobrot, majd a dömölki határban, a pápai országút mellett épített neki egy fakápolnát és mellette egy remetekunyhót. A kegyszoborhoz sok környékbeli zarándok érkezett imádkozni, akik között számos csodálatos gyógyulás történt, ami megteremtette a későbbi zarándokhely alapját.
Az 1740-es évek elején ismét egy körutazásra indult, megfordult Bécsben, Salzburgban és Rómában is. A kiscelli kegytemplom építése 1747 tavaszán vette kezdetét, ahová 1748. szeptember 15-én ünnepélyes keretek között vitték át a kegyszobrot. Római útja során pápai búcsúengedélyt szerzett az új kegyhely számára, engedélyt kapott egy Szent István királyról nevezett lovagrend és a helyi szentolvasótársulat megszervezésére. Mindeközben számos lelkiségi kézirat elkészítése is köthető a nevéhez. Nagyszabású tervei között szerepelt, hogy a dömölki apátságban a bencés növendékképzés mellett egy magyar akadémiát és egy nemesi konviktust is létesítsen. Bár ezeket az elképzeléseit nem sikerült valóra váltania, később Mária Terézia a Collegium Theresianum és a Szent István-rend megalapításával megvalósította Koptik korábbi elképzeléseit.

## Száműzetés
Sajghó Benedek nem pártolta Koptik ambiciózus terveit, nem hitt a csodák valódiságában, nem vett részt a nagyszabású barokk ünnepségeken, és híveit is eltiltotta tőle. Az apát nagy utazásai és építkezései pedig anyagi nehézségeket okoztak a rendnek, egyházjogi szempontból pedig azt sérelmezte a főapát, hogy engedély nélkül kezdett növendékképzésbe. Ennek következtében Sajghó Benedek panaszára 1750-ben az uralkodó a göttweigi bencés kolostorba száműzte Koptik Odót, ahol 1755-ben halt meg.